# Пайне (Чилі)
Пайне (ісп. Paine) — місто в Чилі. Адміністративний центр однойменної комуни. Населення міста - 19 620 осіб (2002). Місто і комуна входить до складу провінції Майпо та Столичної регіону.

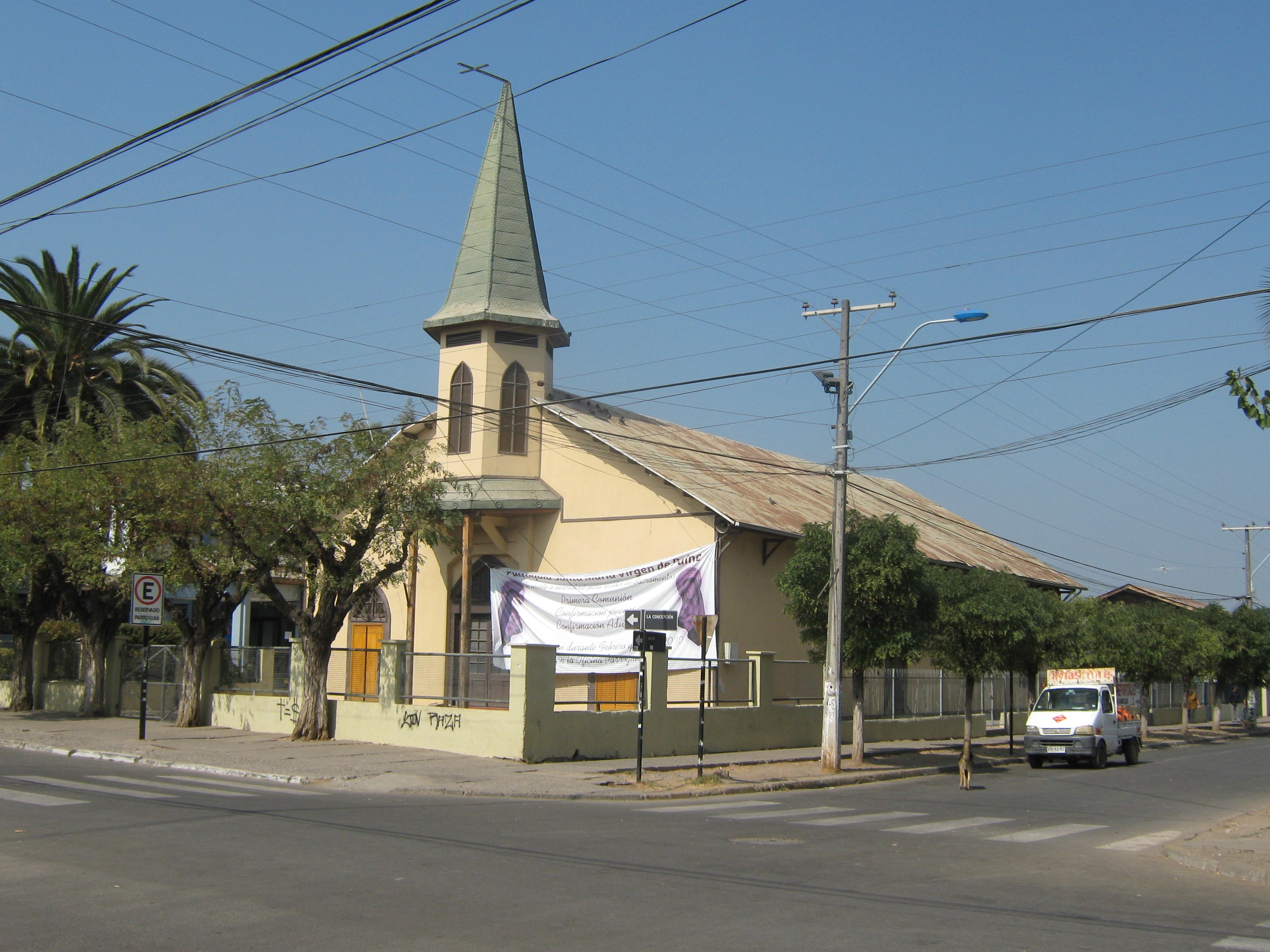

Територія — 820 км². Чисельність населення - 72 759 мешканців (2017). Щільність населення - 88,7 чол./км².

## Розташування
Місто розташоване за 41 км на південь від столиці Чилі міста Сантьяго.
Комуна межує:
- на півночі - з комунами Ісла-де-Майпо, Буїн
- на північному сході — з комуною Пірке
- на півдні - з комунами Мостасаль, Алуе
- на заході — з комуною Меліпілья